# Mautodontha maupiensis
Mautodontha maupiensis es una especie extinta de molusco gasterópodo de la familia Charopidae en el orden de los Stylommatophora.

## Distribución geográfica
Fue endémica de las islas de la Sociedad, en la Polinesia Francesa.